# XIV Dark Centuries
XIV Dark Centuries (engl. für 14 dunkle Jahrhunderte) ist eine deutsche Pagan-Metal-Band aus Zella-Mehlis in Thüringen.

## Bandgeschichte

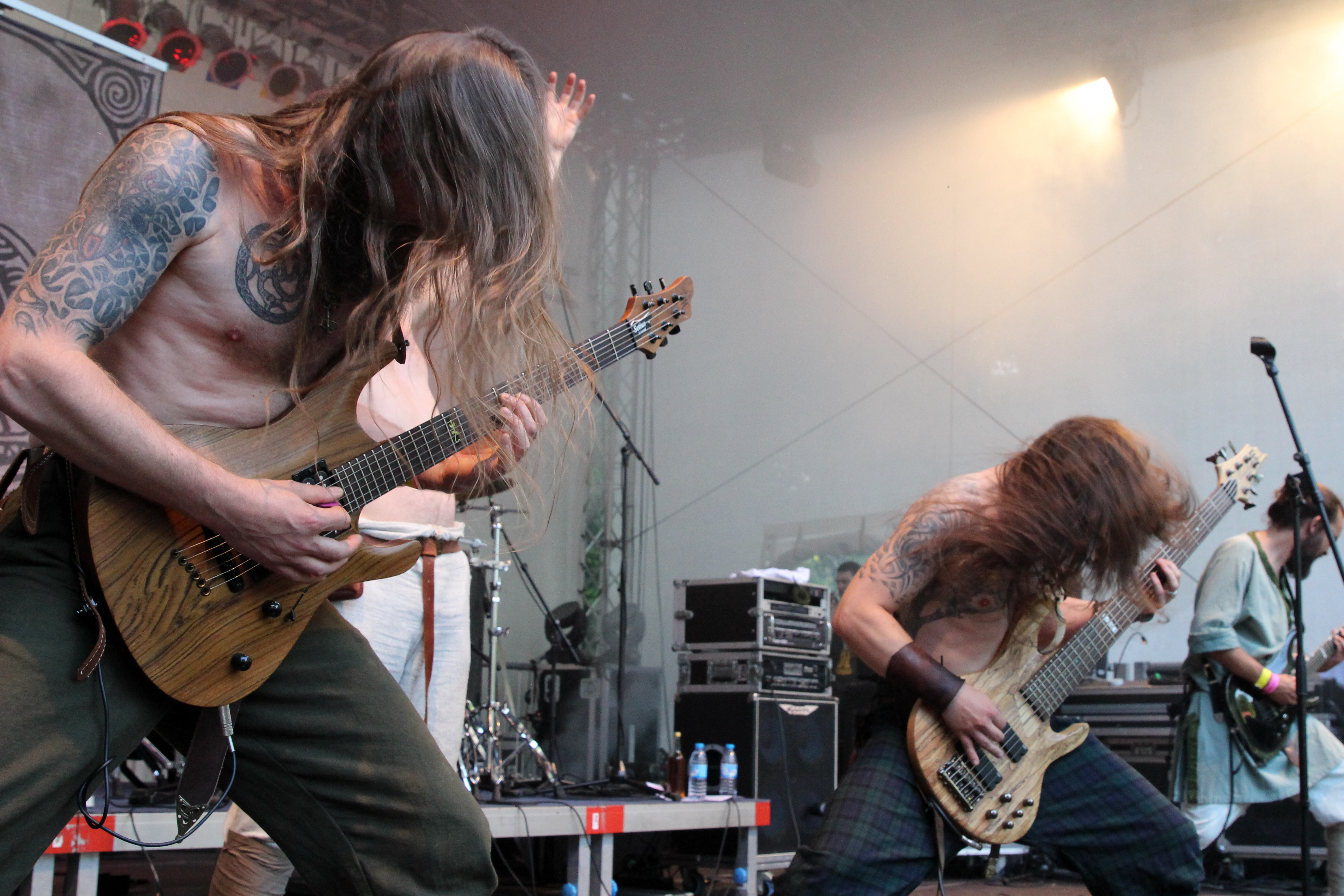
XIV Dark Centuries auf dem WGT 2014

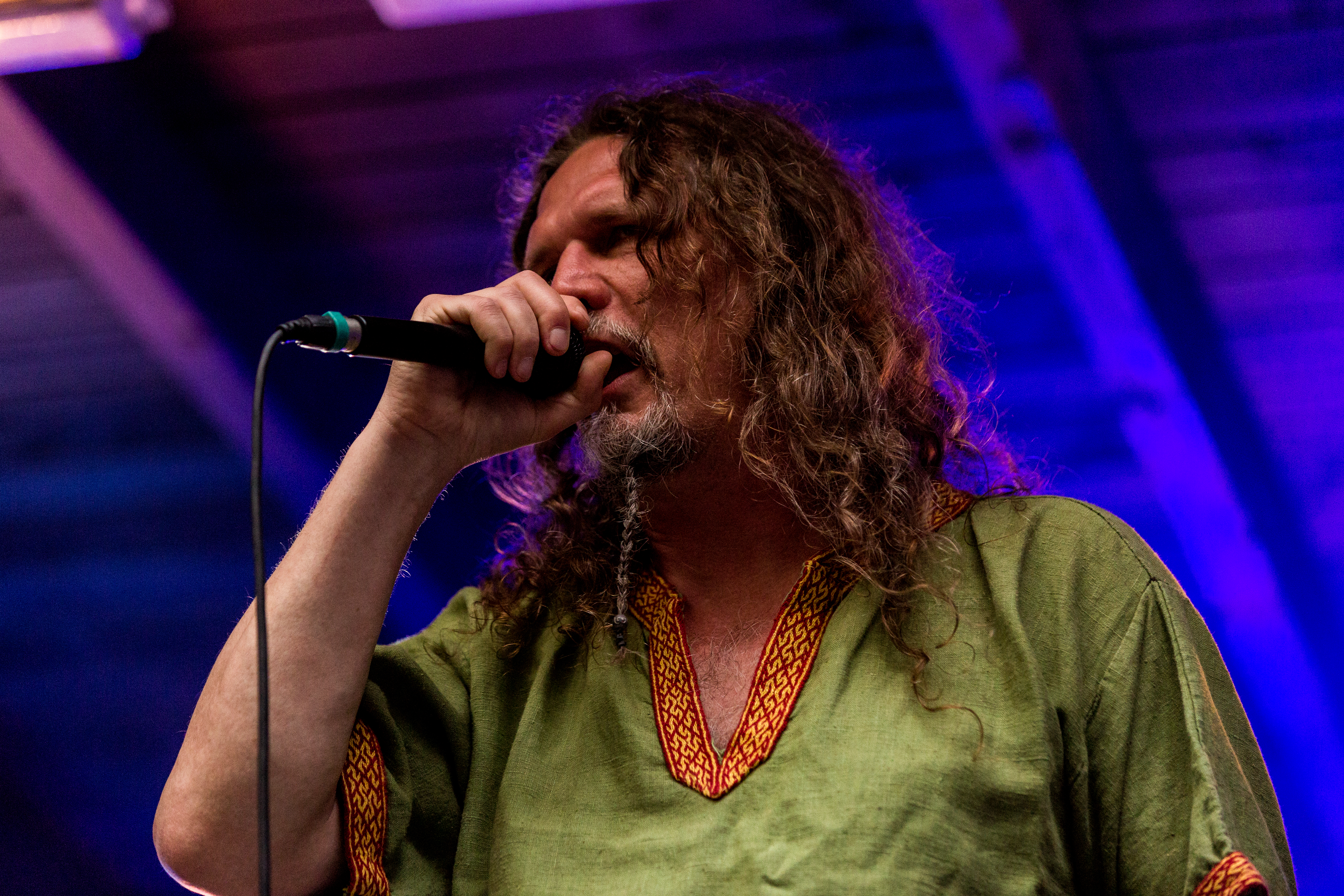
Sänger Michel (Dark Troll Festival 2018)

1994 fanden sich erstmals einige der aktuellen Mitglieder zusammen. Im Jahr 1998 hatte sich die Band nach einigen Besetzungswechseln fertig formiert und veröffentlichte im selben Jahr ihre erste Demoaufnahme For Your God. Die Band sah sich zu diesem Zeitpunkt eher als Live-Band und trat deshalb vermehrt, u. a. mit den deutschen Bands Menhir und Die Apokalyptischen Reiter auf.
Im Jahr 2000 fand ein Besetzungswechsel an der Gitarre statt. Der neue Gitarrist Tobalt übernahm seitdem den größten Anteil an der Kompositionsarbeit. Wegen vermehrter Live-Auftritte und der größeren Komplexität der Lieder wurde Anfang des Jahres 2002 die Band durch einen weiteren Gitarristen verstärkt. 2002 wurde die CD Dunkle Jahrhunderte veröffentlicht, die im Wesentlichen ältere, unveröffentlichte Titel enthielt.
Die neuen Kompositionen seit Einstand der beiden Gitarristen wurden dann im Frühjahr 2003 auf dem Album Den Ahnen zum Grusse veröffentlicht. Seit dieser Zeit bezeichnet die Band selbst ihren Stil als „Heidnischen Thüringer Metal“. Diese Beschreibung betont die drei stärksten Einflüsse und Merkmale ihrer Musik – das Heidentum, ihre Heimat Thüringen und Metal.
Im Sommer 2003 unterschrieb die Band einen Vertrag mit der österreichischen Plattenfirma CCP-Records. 2005 erschien dort die EP Jul. Darauf sind verstärkt folkloristische und akustische Stücke enthalten und der klare Gesang wurde vermehrt eingesetzt, ohne auf die anderen Stilmittel des Pagan-Metals zu verzichten. Textlich werden auf der CD die Wintersonnenwende und die Julzeit besungen und geehrt.
2006 erschien das Album Skithingi, welches nun über das deutsche Label Perverted Taste vertrieben wurde. Es waren ausnahmslos neue Titel enthalten, die musikalisch aus der Schaffenszeit der Jul und dem darauf folgenden Jahr stammen. Die Lieder sollen laut Angaben der Band abwechslungsreicher, jedoch eingängiger sein als das ältere Material. Textlich gesehen folgt das Album einem Konzept, welches vom Untergang des Thüringer Königreiches handelt.
Der Gitarrist und Komponist Tobalt verließ die Band im Jahre 2007. Im Jahr 2008 wurde für ihn der neue Gitarrist Tyrs Sohn in die Band geholt. Es folgten Auftritte u. a. beim Summer Breeze Open Air und mehrmals beim Ragnarök-Festival.
2011 wurde die neue CD Gizit Dar Faida, was übersetzt so viel wie Zeit der Rache bedeutet, durch Einheit Produktionen veröffentlicht. Durch den Besetzungswechsel wurden wieder einige neue kompositorische Akzente gesetzt. Im November 2011 spielte die Band dann ihre erste Nightliner-Tour, um das neue Album vorzustellen. Mit dabei waren u. a. die neuen Label-Kollegen von Odroerir sowie auch Suidakra und Waylander aus Irland.
2015 verließ Gitarrist Uwe die Band nach 12 Jahren aus persönlichen Gründen. Sein Nachfolger wurde der Gitarrist Richy.
Seit 2017 sind die beiden Gitarristen Tobalt und Uwe wieder in die Band zurückgekehrt. Fast zeitgleich verließ der Schlagzeuger Rüd die Band und kümmert sich nunmehr um Merchandise und Promotion. An seine Stelle tritt nun Manu.
Bisher wurden alle Veröffentlichungen der Band im Klangbunker Tonstudio aufgenommen und produziert. Eine neue CD ist in Arbeit und soll Ende 2018 oder Anfang 2019 erscheinen.
Gigs sind für 2019 u. a. auf dem Ragnarök-Festival, dem Wave-Gotik-Treffen und dem Wolfszeit-Festival geplant.

## Weltanschauung und Kritik
Der Name XIV Dark Centuries spiegelt die Ansicht der Band wider, dass die 14 Jahrhunderte, die seit der Christianisierung Thüringens vergangen sind, „dunkle“ seien. Die Band verehrt die Natur und germanische Götter, was neben der Geschichte ihrer Vorfahren, deren Leben und Wirken, Hauptthemen ihrer Texte sind.
Seitens der antifaschistischen Seite „links-lang.de“ wurde der Band im Jahre 2004 eine Annäherung an die rechtsradikale Szene nachgesagt, jedoch wird auch betont, dass der Band selbst keine rechtsextreme Einstellung attestiert werden kann. Einige Bandmitglieder spielen oder spielten bei Bands, deren Mitglieder (Odroerir) bzw. die selbst (Surturs Lohe) bei Christhunt Productions unter Vertrag standen, einem Label, das auch rechtsextreme Bands veröffentlichte. Die Bandmitglieder von XIV Dark Centuries selbst betonten in Interviews, mit herkömmlicher Politik nichts zu tun zu haben und Rassismus strikt abzulehnen.

## Diskografie
- 1999: For Your God (Demo, CD/MC, Moonrise Production)
- 2002: Dunkle Jahrhunderte (Demo, CD, Moonrise Production)
- 2003: … den Ahnen zum Grusse … (Album, CD, CCP Records)
- 2005: Jul (EP, CD, CCP Records)
- 2006: Skithingi (Album, CD, Perverted Taste)
- 2011: Gizit Dar Faida (Album, CD, Einheit Produktionen)
- 2020: Waldvolk (Album, CD, Einheit Produktionen; LP, Black Megalith Vinyl)

## Musikvideos
- 2019: Skogafulka
- 2020: Atme den Wald